# گمینا گوووچتسه
گمینا گوووچتسه (به لهستانی:  Gmina Główczyce) یک گمینا در لهستان است که در شهرستان سووپسک واقع شده‌است. گمینا گوووچتسه ۳۲۳٫۸۱ کیلومتر مربع مساحت و ۹٬۳۹۴ نفر جمعیت دارد.